# كاترينا هولدن برونسون
كاترينا هولدن برونسون (بالإنجليزية: Katrina Holden Bronson)‏ هي كاتبة سيناريو ومخرجة أمريكية، ولدت في 8 أبريل 1968.

## وصلات خارجية
- كاترينا هولدن برونسون على موقع IMDb (الإنجليزية)
- كاترينا هولدن برونسون على موقع ألو سيني (الفرنسية)
- كاترينا هولدن برونسون على موقع أول موفي (الإنجليزية)
- كاترينا هولدن برونسون على موقع قاعدة بيانات الأفلام السويدية (السويدية)
- كاترينا هولدن برونسون على موقع قاعدة بيانات الفيلم (الإنجليزية)
- كاترينا هولدن برونسون على موقع كينوبويسك (الروسية)